# Ephydra basilaris
Ephydra basilaris är en tvåvingeart som beskrevs av Joseph Waltl 1837. Ephydra basilaris ingår i släktet Ephydra och familjen vattenflugor.
Artens utbredningsområde är Tyskland. Inga underarter finns listade i Catalogue of Life.